# 섬달천항
섬달천항은 전라남도 여수시 소라면 복산리 섬달천마을 인근에 있는 어항이다. 2007년 8월 8일 어촌정주어항으로 지정하여 관리하고 있다. 시설관리자는 여수시장이다.

## 어항 구역
- 수역: 북위 34°45′34″, 동경 127°33′52″의 지점에서 S35°W방향으로 70m점과 이 점에서 S56°E방향으로 205m점과 이 점에서 N10°E방향으로 70m점과 이 점에서 N80°E방향으로 30m점과 이 점에서 S80°E방향으로 145m점과 이 점에서 S20°E방향으로 55m점과 이 점에서 E방향으로 130m점과 이 점에서 N방향으로 육지부를 연결하는 선을 따라 형성된 공유수면[1]

## 어항 시설
- 방파제 26m, 선착장 129m, 호안 111m

## 기본 계획
- 방파제 46m, 선착장 129m, 호안 111m, 도선장 20m[1]

## 정비 계획
- 방파제 20m, 도선장 20m[2]

## 주요 어종
- 꼬막, 낙지, 바지락